# Дірік Крістап Янович
Крістап (Крістіан) Янович Дірік (нар. 4 листопада 1882, Шведгофська волость Добленського повіту Курляндської губернії, тепер Єлгавського краю, Латвія — 24 липня 1957, місто Москва, Російська Федерація) — радянський діяч, голова Орловської міської ради, голова Кримської обласної контрольної комісії ВКП(б), голова Орловської і Владимирської губернських контрольних комісій ВКП(б), член ВЦВК. Член Центральної контрольної комісії ВКП(б) у 1925—1934 роках.

## Біографія
Член РСДРП(б) з 1904 року. Закінчив Светське парафіяльне (волосне) училище. З 1901 року працював конторником в Єлгаві.
Брав участь в революційних подіях  1905 року в Свете і Єлгаві. У 1907 році заарештований, звільнений в 1908 році. Перебував на засланні в містах Калузі та Бєльци Бессарабської губернії.
У 1910—1915 роках — бухгалтер у місті Ризі, керівник Товариства робітничої культури, працював в Асоціації письменників і журналістів «Ідея». У 1915 році евакуювався з родиною до Вітебська.
У 1917 році — заступник голови Латиського клубу, Латиського районного комітету РСДРП(б) міста Вітебська.
У 1918 році — голова відділу міського господарства виконавчого комітету Вітебської губернської ради.
У травні 1918 року переїхав до міста Орла, обирався членом виконавчого комітету Орловської губернської ради.
З травня 1920 по липень 1921 року — голова Орловської міської ради.
Потім — голова Орловської губернської робітничо-селянської інспекції. У 1924—1925 роках — голова Орловської губернської контрольної комісії РКП(б).
У 1925—1928 роках — голова Кримської обласної контрольної комісії ВКП(б).
У серпні 1928—1929 роках — голова Владимирської губернської контрольної комісії ВКП(б).
У 1929—1930 роках — заступник голови Івановської Промислової обласної контрольної комісії ВКП(б).
У 1930 — 26 січня 1934 року — член партійної колегії Центральної контрольної комісії ВКП(б).
У 1930-х роках — на керівній партійній роботі в Середній Азії.
З 1939 року — персональний пенсіонер у Москві, був завідувачем відділу кадрів Музею революції СРСР.
Автор декількох поетичних збірок. У 1910 році в Санкт-Петербурзі видав першу збірку поезій «Перші паростки». У 1919 році написав збірку віршів «Darbs, cīņa, uzvara» («Робота, бій, перемога») (1921). У 1950 році вийшла збірка вибраних творів «Dzejas» («Поезія»).
Помер 24 липня 1957 року. Похований разом з дружиною на Новодівичому цвинтарі Москви.